# Fákel (prueba nuclear)
Fákel (Antorcha) fue una prueba nuclear soviética realizada dentro del programa Explosiones Nucleares para la Economía Nacional. Fue producida el 9 de julio de 1972 cerca del pueblo de Krestishche, Járkov, actual Ucrania. Fue la primera prueba nuclear realizada en territorio ucraniano. Su propósito era apagar una llamarada enorme en un yacimiento de gas natural.

## Antecedentes
En 1970, cerca del pueblo Krestishche, distrito de Kasnohrad, Óblast de Járkov, Ucrania, se encontró un enorme yacimiento de gas natural, cuyas reservas se estimaban en 300 mil millones de metros cúbicos. A finales de 1971 en el territorio se habían construido 17 pozos, que funcionaban con grandes dificultades debido a la anómala presión dentro del campo de gas, que llegaba a las 400 atmósferas. Durante la perforación de un pozo de 20 metros de profundidad ocurrió un accidente. Por razones desconocidas hubo un escape de gas condensado, que luego se transformó en una gran llamarada de gas. Las llamas se elevaron decenas de metros por encima de la superficie de la tierra. Según los lugareños la noche se hizo tan brillante como el día. En las aldeas cercanas se prohibió encender los aparatos eléctricos por la alta concentración de gas en el aire. El ultrasonido producido por las llamas causaba diversos trastornos sicológicos en los pobladores. Existía un serio riesgo de incendio en los alrededores; la situación era de urgencia. Se planearon varias soluciones, como la de lanzar bloques de hormigón desde una grúa, inyectar hormigón a alta presión en el cráter, ninguna totalmente satisfactoria. Dado el resultado positivo obtenido en 1966 al apagar un campo de gas en Urta-Bulak, Uzbekistán, con una bomba nuclear, los científicos propusieron la utilización de un artefacto de este tipo para producir un terremoto local que derrumbara las paredes del cráter y cortar el flujo de gas.

## Preparación de la prueba
Comparada con la prueba llevada a cabo en Urta-Bulak, Fakel era de una complejidad mucho mayor, ya que a diferencia de esta, que ocurrió en una zona desértica, el área de la detonación de la última estaba densamente poblada. La prueba fue ordenada por el Ministerio interior de construcción e ingeniería y la decisión sobre el uso de una explosión nuclear fue firmada personalmente por Leonid Brézhnev y Alexei Kosygin. Ninguna de las unidades militares de Ucrania fue llamada durante la realización de la prueba.
La preparación para la explosión tuvo lugar durante cuatro meses y en secreto. El dispositivo se colocó en un agujero perforado lateralmente al pozo. Según los cálculos toda la radiación debía quedar contenida debajo de la tierra, y se estimó que la probabilidad de que el experimento fracasara era del 1%. Al lugar llegaron los dirigentes del Ministerio del Interior de la Unión Soviética. En el área de la detonación, en un radio de 1 kilómetro del epicentro se encontraba la policía, el ejército y las tropas de la KGB. En el epicentro se cercó un radio de 400 metros. Fuera de ese radio se colocaron gallinas, cabras y colmenas de abejas para experimentación. Inmediatamente antes del experimento, todos los habitantes del pueblo de Pervomaisk fueron trasladados fuera de un radio de 8 kilómetros, dejando atrás a sus animales.

## Explosión
El 9 de julio de 1972, exactamente a las 10:00 a. m. hora local, detonó el artefacto nuclear, con un rendimiento de 3,8 kilotones. El experimento fue un fracaso. La explosión salió a la superficie, generando una nube de hongo. En el pueblo de Pervomaisk la onda de choque rompió las ventanas y causó diversos daños en las casas. La llamarada se extinguió por unos instantes, pero luego volvió a formarse. 5 horas después de la explosión la gente regresó al pueblo, sin ser informados sobre la contaminación radiactiva hasta la caída de la Unión Soviética. La rehabilitación de viviendas duró más de un año. Algunos de los aldeanos de Pervomaisk debieron reconstruir sus casas. La llama de gas fue apagada en verano de 1973 inyectando hormigón a presión. Según lo han indicado los mismos habitantes del lugar, la contaminación producida tuvo efectos graves sobre su salud. Muchos campesinos murieron de cáncer y leucemia y hubo muertes en el ganado. Se exige que el gobierno de Ucrania averigüe la magnitud del daño a la salud pública y el medio ambiente (Fuente: Agencia de Noticias PRIMA, 2002-11-25-Ukr-34). No hay datos disponibles sobre los efectos de la explosión Fakel sobre la salud humana.